# Barrage de Hasanağa
Le barrage de Hasanağa est un barrage en Turquie. La rivière Hasanağa (Hasanağa  Deresi)  est un affluent du fleuve Nilüfer

## Sources
- (en) www.dsi.gov.tr/tricold/hasanaga.htm Site de l'agence gouvernementale turque des travaux hydrauliques